# Усадьба Талдыкина
Усадьба Талдыкина — архитектурный комплекс на реке Воргол, представляющий собой мельницу и усадьбу с парком и фруктовым садом.

## История
В 1867 году купец Иван Афанасьевич Талдыкин построил под Ельцом мельницу и заложил усадьбу. Прежде чем заняться мукомольным делом, он вместе с женой Анной Антоновной содержал в городе несколько лавок, где супруги торговали тканями, а также чаем, кофе, пряностями, поставляемыми из-за границы. 11 июня 1868 года Иван и Анна Талдыкины были убиты в своём доме родным племянником.
Примерно с 1875 года эта земля принадлежала Екатерине Степановне Талдыкиной, но всем руководил Николай Иванович Талдыкин (возможно, сын Ивана Афанасьевича) — купец 1-й гильдии, который стал Почётным гражданином города Ельца. Скорее всего, именно он в 1880 году начал строительство на берегу Воргла самой крупной и современной по тем временам водяной мельницы. Рядом он возвел комплекс зданий: административный корпус (1894), а также склады, конюшни с сараями и техническими пристройками. А чуть выше Талдыкин ещё в 1891 году разбил парк с фруктовым садом и возвел усадьбу. До наших дней ничего из строений усадьбы не сохранилось.
В 1913 году наследники Н. И. Талдыкина продали мельницу фабриканту-миллионеру Виктору Петровичу Хамову, который вел хлебную торговлю. После Октябрьской революции мельничный комплекс продолжал принадлежать вдове Хамова Серафиме Петровне. Только 30 октября 1919 года, согласно постановлению президиума Совнархоза на заседании в Ельце, было решено передать все уездные мельницы (в том числе и талдыкинскую) в число государственных.
В годы Великой Отечественной войны, в первых числах декабря 1941 года, во время отступления Красной армии, мельницу на Воргле сожгли, чтобы она не досталась немцам.
После войны мельницу частично восстановили: там, где ныне расположен подвесной мост, была построена плотина. Позже установили гидрогенератор, который вырабатывал электроэнергию не только для мельничных механизмов, но и давал освещение в дома соседних сел Дерновка и Ольховец. Всё это работало до 1960-х годов. В начале 1970-х годов мельничный комплекс стал принадлежать тресту «Елецтяжстрой», и в 1976 году сохранившиеся здания решили использовать как базу отдыха, начав капитальный ремонт.
База отдыха просуществовала до 1990 года, но после распада СССР была выкуплена у государства во время приватизации. С тех пор здания архитектурного ансамбля находятся в частной собственности, его строения не используются и пришли в запустение.
По результатам экспертизы Госдирекции по охране культурного наследия несколько самых значимых построек усадебного комплекса включено в Единый государственный реестр объектов культурного наследия России. Правительство Липецкой области ищет инвесторов для этого уникального памятника.